# Уилмсхёрст, Уолтер Лесли
Уолтер Лесли Уилмсхёрст (22 июня 1867, Чичестер — 10 июля 1939, Хаддерсфилд) — английский писатель и масон. Он опубликовал четыре книги об английском масонстве, а также публиковал различные статьи в журнале «The Occult Review».

## Биография
Родился в городе Чичестер (графство Западный Суссекс). Был посвящён в 1889 году в масонской ложе города Хаддерсфилд. В Хаддерсфилд Уилмхёрст приехал учиться в местном юридическом университете, чтобы стать адвокатом. По прошествии многих лет он стал президентом хаддерсфилдского юридического общества. Умер в Хаддерсфилде 10 июля 1939 года.

### В масонстве
- Ложа «Хаддерсфилд» № 290

Посвящён 11 декабря 1889 года
Возвышен 8 января 1890 года
Возведён 5 февраля 1890 года
Стюард в 1891—1892 годах
Регистратор в 1894—1895 годах
Секретарь в 1896—1898 годах
Ушёл в отставку 28 декабря 1898 года
- Королевская арка, Капитул «Prosperity» № 290

Возвышен 11 февраля 1891 года
Ушёл в отставку 3 декабря 1898 года
- Ложа «Гармония» № 275

Присоединён 12 октября 1899 года
Капеллан в 1901 году
Регистратор в 1902—1903 годах
Младший смотритель в 1908 году
Досточтимый мастер в 1909 году
- Ложа «Живых камней»

Мастер-основатель 16 декабря 1927 года
Досточтимый мастер в 1928—1930 и 1937—1938 годах
- Провинция Западного Йорка

Провинциальный великий регистратор в 1913 году
Бывший провинциальный великий смотритель в 1926 году
- Великая ложа

Бывший помощник великого диакона в 1929 году

## Публикации

### Книги
- Значение масонства
- Церемония посвящения
- Церемония передачи
- Заметки о Космическом сознании

### Статьи и документы
- Фундаментальные философские тайны масонства
- Тайная церковь Святого Грааля
- Мистическая основа масонства
- Разум и зрение
- Орудия труда старого йоркского мастера
- Ложный экстаз и церемониальная магия